# Шин (посёлок)
Шин (калм. Шин) — посёлок (сельского типа) в Сарпинском районе Калмыкии, входит в состав Аршаньзельменского сельского муниципального образования. Название (калм. Шин) переводится как новый, свежий.
Дата основания не установлена. Предположительно основан во второй половине XX века. Впервые отмечен на карте СССР 1984 года.
Население - 38 (2010). В селе три улицы.

## Физико-географическая характеристика
Посёлок расположен в сухих степях на востоке Сарпинского района в пределах восточной покатости Ергенинской возвышенности, относящейся к Восточно-Европейской равнине, при балке Большая Суха. Почвенный покров комплексный: распространены светло-каштановые солонцеватые и солончаковые почвы и солонцы (автоморфные). Рельеф равнинный, имеет небольшой уклон к востоку, по направлению к озеру Ханата, в балке имеется пруд.
По автомобильным дорогам расстояние до столицы Калмыкии города Элиста - 190 км, до районного центра села Садовое - 22 км, до административного центра сельского поселения посёлка Аршань-Зельмень - 16 км. 
Часовой пояс
Шин, как и вся Республика Калмыкия, находится в часовой зоне МСК (московское время). Смещение применяемого времени относительно UTC составляет +3:00.

## Население
| 2002 | 2010 |
| ---- | ---- |
| 49   | ↘38  |

Национальный состав
Согласно результатам переписи 2002 года большинство населения посёлка составляли калмыки (96 %)